# Suša, Gorenja vas-Poljane
Suša este o localitate din comuna Gorenja vas - Poljane, Slovenia, cu o populație de 57 de locuitori.